# Aeroportul Ağrı Ahmed-i Hani
Aeroportul Ağrı Ahmed-i Hani (IATA: AJI, ICAO: LTCO) este un aeroport din Ağrı, Provincia Ağrı, Turcia ce deservește zona Ağrı. Aeroportul a fost tranzitat în 2022 de 215.389 de pasageri. A fost deschis în 1997 și numit după Ahmad Khani⁠(d).
Situat la o altitudine de 1.665 m, aeroportul dispune de o singură pistă. Este operat de General Directorate of State Airports (Turkey)⁠(d).